# Wolfgang Seiffert
Wolfgang Seiffert (* 18. Juni 1926 in Breslau; † 15. Januar 2009 in Hamburg) war ein deutscher Jurist und Hochschullehrer.

## Krieg und FDJ
Als Sohn eines Steuerrevisors wurde er noch 1944 als Gymnasiast Kriegsfreiwilliger der Kriegsmarine und geriet im Jahr 1945 in sowjetische Gefangenschaft. Von 1947 bis 1948 besuchte er die Antifa-Schule Nr. 2041 in der Nähe von  Gorki. Ende 1949 wurde er aus der Gefangenschaft in die Bundesrepublik Deutschland entlassen. Dort betätigte er sich von 1950 bis 1953 als hauptamtlicher Funktionär der sozialistischen FDJ. Im Jahre 1950 wurde er auch Mitglied der KPD. Bei der von der FDJ herausgegebenen Zeitschrift Junges Deutschland betätigte er sich als Chefredakteur. Er war auch an der Organisation des Deutschlandtreffens der Jugend in Ost-Berlin im Jahre 1950 beteiligt.

## Gefängnis
Als im Jahre 1951 die FDJ in der Bundesrepublik verboten wurde, übernahm er eine Position als Funktionär der KPD. Er hielt allerdings weiterhin Kontakte zum Zentralrat der FDJ in Ost-Berlin, so dass er am 16. März 1953 verhaftet wurde. Ihm wurden „Geheimbündelei“, Staatsgefährdung und „Hochverrat“ vorgeworfen. Nach zweijähriger Untersuchungshaft verurteilte ihn der Bundesgerichtshof im Juni 1955 zu einer Gefängnisstrafe von vier Jahren. Im März des Jahres 1956 gelang ihm die Flucht aus dem Gefängnis in Anrath.

## Studium und Professur in der DDR
Er ging anschließend in die DDR, wo er die noch ausstehende Prüfung zum Abitur nachholte. In Ost-Berlin betätigte er sich in der Jugendabteilung beim Parteivorstand der KPD. Danach wurde er Mitglied der SED und nahm ab 1956 ein Studium der Rechtswissenschaften mit dem Hauptanteil Völkerrecht an der Humboldt-Universität (HU) auf, das er 1959 beendete. Am 24. April 1963 erlangte er die  Promotion zum Dr. jur. mit dem Thema Die sogenannte freiwillige Schlichtung im westdeutschen Arbeitsrecht als Machtmittel der Monopole zur Entwaffnung der Gewerkschaften. Anschließend nahm er eine Tätigkeit als wissenschaftlicher Mitarbeiter am Institut für Erfinder- und Urheberrecht an der Humboldt-Universität auf. Am 12. Januar 1967 habilitierte er mit einer Arbeit zum Thema Internationale Rechtsprobleme der Nutzung wissenschaftlich-technischer Ergebnisse durch Dritte, wobei Gerhard Felge Mitautor war.
Es folgte eine Berufung als Professor mit Lehrauftrag an das Institut für ausländisches Recht und Rechtsvergleichung an der Deutschen Akademie für Staats- und Rechtswissenschaft in Potsdam-Babelsberg. Im Jahre 1969 wurde er vom Bundespräsidenten Gustav Heinemann begnadigt, da er noch einen Rest der Gefängnisstrafe im Strafregister hatte. Da er Erich Honecker noch von seiner politischen Tätigkeit in der FDJ her kannte, wurde er dessen Berater. Weitere Funktionen waren die Mitgliedschaft in der Juristischen Kommission des RGW, als Richter am Schiedsgericht an der Kammer für Außenhandel der DDR und Vizepräsident der Gesellschaft für Völkerrecht in der DDR.

## Aussiedlung in die Bundesrepublik

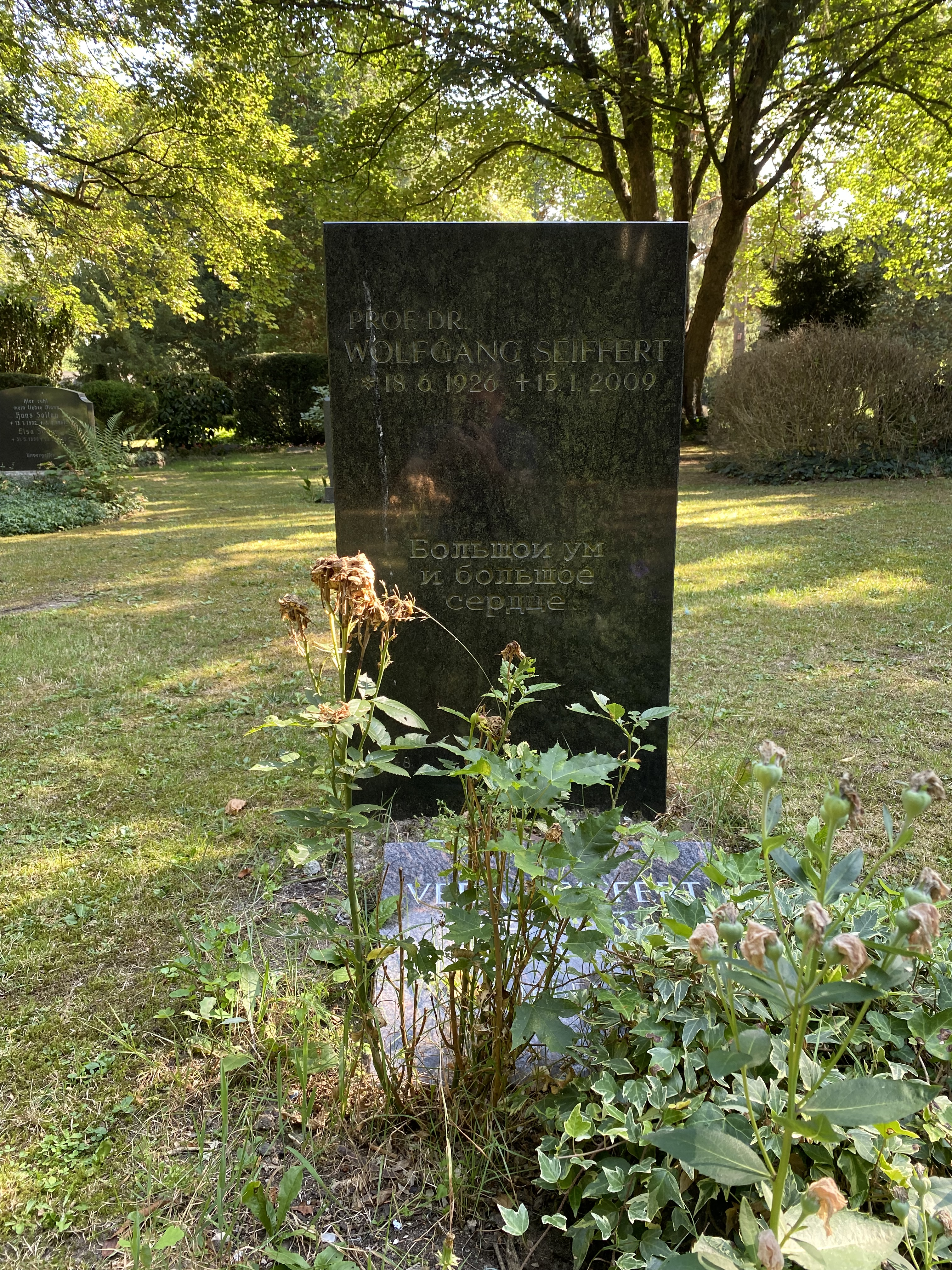
Grabstätte

Etwa ab 1974, als in der Verfassung der DDR der Bezug zur Einheit Deutschlands geändert wurde, kamen bei ihm Zweifel an den Zielen der SED in der Deutschlandpolitik auf. Als sich ihm 1976 eine Möglichkeit bot, an der Universität Kiel Gastvorlesungen abzuhalten, gab ihm Erich Honecker im Dezember 1977 die Erlaubnis dazu. Seiffert siedelte im Februar 1978 mit seiner Familie nach Kiel um. Seine Mitgliedschaft in der SED endete damit, wobei er auch aus allen Ämtern in der DDR ausschied. Sein Nachfolger als Direktor des Instituts für ausländisches Recht und Rechtsvergleichung an der Deutschen Akademie für Staats- und Rechtswissenschaft wurde Fritz Enderlein (* 1929 in Einsiedel), seit 1967 „Professor für Internationales Wirtschaftsrecht“ an dem im selben Jahr gegründeten Institut. Im Jahre 1980 wurden Seiffert der Professorentitel der DDR und alle Auszeichnungen der DDR aberkannt. In den folgenden Jahren setzte er sich in Veröffentlichungen und in Organisationen für die Einheit Deutschlands ein.
In Kiel leitete er bis 1994 das Institut für Osteuropäisches Recht an der Universität Kiel, danach war er Generalsekretär des Zentrums für Deutsches Recht in Moskau.
Wolfgang Seiffert verstarb im Alter von 82 Jahren in Hamburg und wurde auf dem dortigen Friedhof Tonndorf beigesetzt.

## Schriften (Auswahl)
- Bonner Notstandsgesetze contra Arbeiterrechte: Gutachten zur Frage der Auswirkungen der Bonner Notstandsgesetzgebung auf die Rechte der westdeutschen Werktätigen und ihrer Gewerkschaften sowie das westdeutsche Arbeitsrecht, Berlin 1967
- Die Anwendung des Rechts der DDR durch ausländische Gerichte, Potsdam-Babelsberg 1969
- Ökonomische und rechtliche Grundlagen internationaler Lizenzbeziehungen mit Gerhard Felge, Potsdam-Babelsberg 1973
- Internationale Lizenzverträge, Potsdam-Babelsberg 1973
- Fragen der weiteren Entwicklung des wissenschaftlich-technischen Rechtsschutzes unter den Bedingungen der sozialistischen Wirtschaftsintegration : Materialien des Internationalen Symposiums in Rostock vom 15. bis 19. Jan. 1973, Potsdam-Babelsberg 1973
- Grundriß des österreichischen Handelsrechts, Berlin 1973
- Sozialistische ökonomische Integration : Rechtsfragen, Berlin 1974
- Rechtsfragen der Aussenbeziehungen des Rates für Gegenseitige Wirtschaftshilfe (RGW), Göttingen 1975
- Das System rechtlicher Regelung der sozialistischen ökonomischen Integration – Grundriss, Berlin 1976
- „Deutsche“ und „DDR-Bürger“ : zur Problematik der Staatsangehörigkeit zwischen den beiden deutschen Staaten, Köln 1978
- Das Seehandelsschiffahrtsgesetz der DDR, Hamburg 1978
- Das Rechtssystem des RGW : eine Einführung in das Integrationsrecht des COMECON, Baden-Baden 1982
- Wirtschaftsrecht der DDR, Berlin 1982
- Außenwirtschaftsrecht der DDR, Berlin 1983
- Kann der Ostblock überleben? : der Comecon und die Krise des sozialistischen Wirtschaftssystems, Bergisch Gladbach 1983
- Die SED und die deutsche Frage : Analysen eines Zeitzeugen, Hamburg 1984
- Wirtschaftsrecht der DDR : Ergänzungsband, Berlin 1985
- Nation Deutschland?, Wiesbaden 1985
- Das ganze Deutschland : Perspektiven der Wiedervereinigung, München 1986
- Bilanz, Probleme und Perspektiven der Deutschen Frage : 12 Beiträge zur Deutschen Frage, Kiel 1986
- Die Deutschen und Gorbatschow : Chancen für einen Interessenausgleich, Erlangen 1989
- Abschied von der Weltrevolution : das Ende des Stalinismus und die Zukunft Europas, Erlangen 1989
- Die Schalck-Papiere – DDR-Mafia zwischen Ost und West : die Beweise mit Norbert Treutwein, Wien 1991
- Selbstbestimmungsrecht und deutsche Vereinigung : das Selbstbestimmungsrecht einer geteilten Nation, Baden-Baden 1992
- Praktische Fragen der Vertragsgestaltung mit Rußland und der Ukraine, mit Ulrich Zeltel, Heidelberg 1993
- Anerkennung und Vollstreckung ausländischer Entscheidungen in Osteuropa, München 1994
- Wladimir W. Putin : Wiedergeburt einer Grossmacht?, München 2000
- Selbstbestimmt : ein Leben im Spannungsfeld von geteiltem Deutschland und russischer Politik, Graz 2006